# Let’s Get Loud (DVD)
A Let's Get Loud, a második zenei DVD-je Jennifer Lopez amerikai énekesnőnek. 2003. februárjában rögzítették Puerto Ricóban.

## Az album dalai
1. Program Start – 0:37
2. "Let's Get Loud" – 4:10
3. "Ain't It Funny" – 11:08
4. "Cariño" – 6:38
5. "Play" – 5:43
6. "Feelin’ So Good" – 3:41
7. "I'm Real" – 4:17
8. Dancer Introductions
9. Medley: "Secretly"/"Theme from Mahogany (Do You Know Where You're Going To)" – 5:12
10. "I Could Fall in Love" – 7:01
11. "Si Ya Se Acabó" – 4:38
12. Band Introductions
13. Medley: "Waiting for Tonight"/"Walking on Sunshine" – 8:04
14. "If You Had My Love" – 7:17
15. "Love Don't Cost a Thing" – 5:58
16. "Plenarriqueña" – 5:42
17. End Credits – 6:56

## Fordítás
Ez a szócikk részben vagy egészben  a   Let's Get Loud (DVD) című angol Wikipédia-szócikk fordításán alapul.  Az eredeti cikk szerkesztőit annak laptörténete sorolja fel. Ez a jelzés csupán a megfogalmazás eredetét és a szerzői jogokat jelzi, nem szolgál a cikkben szereplő információk forrásmegjelöléseként.